# Black Rock Shooter
Аниме-сериал

Black Rock Shooter (яп. ブラック★ロックシューター Буракку Рокку Сю:та:, неоф. рус. «Стрелок с Чёрной Скалы») — OVA режиссёра Синобу Ёсиоки, вышедшая 25 июля 2010 года. Сюжет был основан на одноимённой песне вокалоида Мику Хацунэ.

30 сентября 2009 года вышел пилотный DVD аниме. В рамках рекламной кампании аниме выпущены бонусные DVD-диски и распространены вместе с номерами журналов Megami Magazine, Animedia и Hobby Japan. 50-минутная OVA-версия аниме доступна для свободного скачивания с 25 июля по 31 августа 2010 года на официальном сайте.

2 февраля 2012 вышло продолжение — аниме-сериал, его трансляция проходит в программном блоке noitaminA телекомпании Fuji TV.

## Сюжет OVA
Мато Курои, главная героиня, приходит в старшую школу и знакомится с Ёми Таканаси, немного застенчивой и очень высокой девушкой. Одноклассницы (и, как оказалось, соседки) становятся лучшими подругами и всё свободное время проводят вместе и даже выбирают, хоть и разные кружки по интересам, но проводящиеся в одно время в одном спортзале. Однако спустя год их «разбрасывают» по разным классам, и теперь Мато уделяет подруге всё меньше и меньше внимания. У неё появляется новая подруга — Юу, которая учится с ней в одном классе и по совместительству является тренером её баскетбольной секции. Однажды Мато узнает, что Ёми исчезла, и находит подаренную подруге подвеску для телефона в виде голубой звездочки — точно такую же, что и у неё самой.
Как только девушка касается подвески, она сразу же попадает в альтернативный мир, где она — полная противоположность себе самой. Отныне она — Black★Rock Shooter, созданная для того, чтобы убивать. Её цель — найти и уничтожить не менее таинственную девушку по имени Dead Master, которая на самом деле является пропавшей Ёми.
Аниме построено своеобразно: показывается повседневная жизнь Мато и Ёми вперемешку с боями Стрелка и Хозяйки, о том, как Мато стала Стрелком, рассказывается буквально перед финальными титрами.

## Сюжет сериала
В аниме-сериале альтернативные персонажи имеют определённую роль: девушки рождаются из эмоций и переживаний их истинных сущностей в реальном мире. Они вынашивают их боль, чтобы те не страдали, поэтому им приходится сражаться между собой. Ими движут только инстинкты, понятие эмоций им не знакомо.

## Персонажи
Мато Курои (яп. 黒衣 マト Курои Мато) — главная героиня аниме. Радостная, открытая и задорная девушка с синими глазами и тёмными со слабым синим оттенком волосами. Считает, что она немного низковата, но ничуть не комплексует по этому поводу. Немного ленива, из-за чего часто просит списать у Ёми. Ненавидит математику, да и вообще, не очень любит учиться, однако очень любит физкультуру. Играет на гитаре и посещает баскетбольную секцию. С детства питает любовь к сказке «Радужный Птенчик», как и Ёми. В отличие от OVA, в сериале дружит с Юу с самого начала, а с Ёми отношения довольно трудны из-за Кагари, которая очень ревнует Ёми к Мато. Часто посещает школьный психологический клуб.
Сэйю: Кана Ханадзава
Black Rock Shooter (яп. ブラック★ロックシューター Буракку Рокку Сю:та:, «Стрелок с Чёрной скалы») — тёмное отражение Мато из альтернативного мира: неприступная, сильная девушка, жаждущая победы над всем миром. Она одета в короткие чёрные шорты с широким серым поясом и маленький топ на завязках; кроме того она зачастую носит чёрную лакированную куртку с белыми полосами и белой звездой на левой стороне груди. Носит сапоги наверху загнутые вниз с белой полосой по краешку и такой же белой подошвой. Её прическа напоминает прическу Мато, только волосы заметно длиннее с синим оттенком. В левом глазу присутствует синее сияние. В качестве оружия Стрелок использует большое чёрное огнестрельное оружие, чем-то напоминающее базуку (★Rock Cannon), стреляющее синими сферами, а также Чёрный Клинок (Black blade). Её основной враг — Хозяйка Мёртвых. Она должна победить Хозяйку для того, чтобы вернуть Ёми обратно в свой мир. Есть дополнительное превращение Стрелка, которое называют Insane Black Rock Shooter. Превращение меняет её одежду. Стрелок в превращении меняется: на правом хвостике что то вроде обломка шлема, глаза становятся лилового оттенка и свечение в глазу всё так же остаётся, но изменяет цвет на фиолетовый. На груди тяжёлая броня, на шортах два серых ремня и сапоги тоже из тяжёлой брони, в левой руке немного изменённое оружие — подобие базуки, но острое, а в правой — нечто похожее на лезвие косы Хозяйки Мёртвых. При превращении характер становится агрессивным. В одной из серий аниме сериала Insane форма — пик её силы. В манге её называют Рок.
Ёми Таканаси (яп. 小鳥遊 ヨミ Таканаси Ёми) — лучшая подруга Мато. В начале аниме она была её одноклассницей, однако спустя год после их знакомства оказалась в другом классе, и потому начала отдаляться от подруги. Ёми очень милая и тихая, довольно высокая, что часто замечает Мато. Она любит учёбу и занимается в волейбольной секции. У Ёми тёмные с зелёным оттенком волосы и зелёные глаза. Также как и Мато, любит историю про птицу и многоцветье. По сюжету OVA, ранее жила в Германии. В сериале же она участница школьного художественного кружка. Хочет подружиться с Мато, но запугана Кагари, которая не хочет, чтобы у Ёми были и другие друзья. Много лет назад она и Кагари были лучшими подругами, но Ёми нужно было переезжать. Кагари побежала за машиной, но её сбил другой автомобиль и она получила сильную травму, из-за чего Ёми осталась в Японии.
Сэйю: Миюки Савасиро
Dead Master (яп. デッド マスター Дэддо Масута:, «Хозяйка мёртвых») — тёмное отражение Ёми из параллельного мира: очень жестокая девушка, призванная убивать. Она считает своей прямой соперницей Стрелка. Их первая встреча происходит в своеобразном храме готического стиля, и Хозяйка неизменно одерживает вверх над противницей. Её прическа похожа на прическу Ёми, только волосы чуть более завиты и темноваты. На голове у Хозяйки есть чёрные рожки, пара тонких крыльев на спине, а одета она в короткое чёрное платье с белым бантиком на левом боку. Носит слегка короткие и расширяющиеся к низу лосины и чёрные туфли. Её пальцы напоминают чёрные кости скелета. Хозяйка управляет длинными цепями, а также использует Косу Смерти с фигурным лезвием и слегка кривой рукоятью и два больших светящихся зелёным светом черепа. В аниме-сериале её внешность значительно меняется, ровно как и характер поведения. В манге в качестве оружия использует огромный меч, а в глазу полыхает зелёное пламя как и у Стрелка с Чёрной скалы.

## Прочие персонажи
- Юу Котари (яп. 神足 ユウ Ко:тари Юу) — одноклассница Мато во второй половине аниме и менеджер баскетбольной секции. Миниатюрная, веселая, очень активная девушка с карими глазами и светло-каштановыми волосами, во многом похожая на Мато. Ёми очень ревнует к ней Мато. В сериале единственной подругой Юу была Сая, а сама девочка жила в неблагополучной семье. В день, когда сгорел её дом (причиной стала не потушенная сигарета отчима), Сая решила, что пожар подстроила Юу. Это ранило Юу, но ничто не помешало помириться им снова спустя небольшое количество времени. Не вынося боль реального мира, Юу меняется местами со STRength — своим альтернативным отражением. Но в конце сериала Юу приходится занять то место в реальном мире, которое по сей день принадлежало STRength.

Сэйю — Кана Асуми
- Сая Ирино (яп. 納野 サヤ Ирино Сая) — психолог из школы Ёми и Мато, её кабинет очень часто посещают, чтобы высказать свои переживания. Готова принять каждого, кто придет к ней, и угостить чашкой чая или кофе. В детстве, Сая хотела дружить с девочкой из своей школы — Юу, приглашала её к себе домой, кормила её. Сейчас, вместе со STRength, она единственная посвящённая с самого начала сериала об альтернативных персонажах, также способна устанавливать контакт с Чёрно-Золотой Пилой. Женщина специально пыталась вызвать стресс у Ёми, чтобы пробудить Хозяйку Мёртвых. Но вмешательство STRength пробудило истинную силу Стрелка с Чёрной Скалы — Безумный Стрелок с Чёрной Скалы.

Сэйю — Мамико Ното
- Кагари Идзуриха (яп. 出灰 カガリ Идзуриха Кагари) — подруга детства Ёми. Когда она была маленькой, её сбил автомобиль, после чего Ёми была обязана находиться рядом с ней всё время и делать всё, что та попросит. На протяжении всей жизни Кагари преследовала Ёми. Так, всё обратилось в помешанность, из-за чего Кагари не разрешает заводить Ёми новых друзей. Как показалось девочкам, причиной резкой перемены характера Кагари в добрую сторону, стало её понимание чувств Ёми. Однако толчок к новой странице в жизни даёт смерть Колесницы. Кагари начинает ходить в школу, находит новых друзей, также вступает в клуб кулинарии. К концу сериала присоединяется к компании Юу, Мато и Ёми.

Сэйю — Эри Китамура
- Арата Кохато (яп. 小幡 アラタ Кохато Арата) — глава баскетбольного клуба. У неё есть привычка скрывать свои настоящие эмоции и чувства. Кохата всегда смеётся, улыбается, подбадривает других. Даже когда её письмо с признанием в любви повесили на всеобщее обозрение, девочка никому не показала, как ей стало больно на душе. В альтернативном мире Кохата представлена как одна из кукол Чёрно-Золотой Пилы. Впоследствии кукла была убита Стрелком, после чего Кохата забыла о существовании парня, которого любила.

Сэйю — Минами Намакура
- Chariot (яп. チャリオット Тяриотто, «Колесница») — отражение Кагари из другого мира. У неё очень бледная кожа, а на голове чёрная зубчатая корона. Одета в чёрно-жёлтое готическое платье, на ногах странная обувь с колёсами. Также у неё скелетообразные руки. Управляет огромной машиной-пауком, стреляющим макаронами — любимым печеньем Кагари, а как оригинальное оружие использует меч и щит. Её отношение к Хозяйке Мёртвых отражается из реального мира, где Кагари держит «в плену» Ёми.
- STRength (яп. ストレングス Суторэнгусу, «Сила») — отражение Юу из альтернативного мира. У неё ослепительно белые волосы и ярко-оранжевые глаза. Одета в чёрную куртку с капюшоном, застёгнутым в области рта, и голыми плечами, на руках — перчатки в броне в виде огромных механических рук, которые она использует как оружие. Обута в белые длинные носки и ботинки. На левой лодыжке имеет непонятный металлический круг, обвивающий лодыжку. Имеет скелетообразный хвост. Некоторое время занимала место Юу рядом с Мато, начиная с самого детского сада.
- Black Gold Saw (яп. ブラック★ゴールドソ Буракку Го:рудо Со, «Чёрно-Золотая Пила») — отражение Саи из альтернативного мира. Носит одежду, похожую на одежду Стрелка: чёрный топ на застёжках. Обута в сапоги на высокой подошве с остроконечным носком, подогнутым кверху. Имеет средние тёмно-красные рога на голове. На коленях — металлические, бронированные наколенники с острыми углами кверху. Её руки — скелетообразные, как и у Хозяйки Мёртвых. Использует гигантский меч с длинной рукоятью и неким подобием пилы на обратной стороне клинка, носящий имя «King Saw» в сериале управляет куклами, которых «выращивает» с помощью специальной лейки. Как ни странно, смерть таких кукол вызывает слёзы у Саи.
- Black Matagi (яп. ブラック★マタギ Буракку Матаги) — девушка из альтернативного мира[источник не указан 4403 дня]. В аниме не была показана, однако присутствует на официальных артах. Девушка с короткими тёмными волосами и лиловыми глазами. Правый глаз прикрыт повязкой, а в левом появляется сияние. Одета в стилизованную школьную форму — Сэй-фуку (чёрную обтягивающую одежду с длинными рукавами и белыми молнией и воротником), на ногах носит чёрные сапоги до колен. Использует большой пистолет в качестве оружия.
- Black Devil Girl (яп. ブラック★デビガール Буракку Дэби Га:ру, «Чёрная Девочка-Дьявол») — девушка из альтернативного мира (в аниме не присутствует, но есть на официальных артах[источник не указан 4403 дня]). Носит одежду, похожую на одежду Стрелка: такой же топ на завязках, только вместо плаща у неё короткая, свободная куртка, очень похожая на комбинезон с застёгнутым низом, в левом глазу такое же сияние, как и у остальных девушек. Руки тоже как у скелета. Носит очки. На голове еле заметные чёрные рожки. Оружие похоже на Чёрный клинок Стрелка.
- Black Cold Hunter («Чёрный Охотник за Холодом») — один из персонажей альтернативной вселенной Black Rock Shooter[источник не указан 4403 дня]. Высокий темноволосый парень с короткой стрижкой и бирюзовыми глазами. Впервые появился в арт работах, как мужское воплощение Стрелка с Чёрной Скалы. Постепенно перерос в самостоятельного персонажа. Одет в чёрный длинный плащ ниже колен с двумя изображениями «расколотых звёзд» на левой стороне груди и на спине. Имеет одну белую полосу на правом воротнике плаща. На ногах чёрные ботинки с белой подошвой. Нижняя часть тела облачена в чёрные просторные штаны. Верхняя часть тела полностью открыта: на бледном теле большое количество ран и шрамов. Из оружия предпочитает самурайский меч, дротики. В основном пользуется луком.
- Dragon Slayer («Убийца Драконов») — девушка из альтернативного мира. Одета в чёрную блузу с длинными рукавами и свободными плечами, вырезом на груди и тонкими завязками, чёрную юбку с серым поясом, и черные сапожки-ботфорты, а на голове небольшая, тонкая остроконечная корона. Волосы чёрные, по длине чуть ниже груди. Глаза золотого цвета, но в отличие от остальных девушек пламени у неё нет. Правая рука имеет скелетообразную ладонь. Оружие — двуручный меч на цепи с золотым лезвием.

## Стрелок с чёрной скалы: Падение

### Краткое описание сюжета
2062 год, прошло уже два десятилетия после провала проекта по автоматизации рабочей силы. Однако Артемис — искусственный интеллект, лежащий в основе этого проекта, — начал атаку на человечество и в результате войны опустошил Землю. Одинокая девушка, Императрица, очнулась в подземной лаборатории на базе. Она одна из трёх выживших хранителей человечества. Однако, она не имела воспоминаний о том, что произошло прежде. Всё, что она знала, это то, что ей сказал полковник миро-строительных сил. Артемис сконструировал космический лифт отправляющий на Луну и Землю. Императрице было приказано уничтожить космический лифт до его завершения. Если лифт будет достроен, то орды огромных механических сил, производимых на Луне, обрушатся на Землю.

## Персонажи
- Стрелок с Чёрной Скалы (Императрица / ブラックロックシューター（エンプレス)) — озвучивает Юи Исикава.
- Мёртвый Мастер (デッドマスター) — озвучивает Саори Хаями.
- Сила (ストレングス) — озвучивает Мэгуми Хан.
- Полковник / Дэвид (大佐 / デイヴィッド) — озвучивает Такуя Киримото[англ.].
- Моника (モニカ) — озвучивает Аяка Асаи.
- Чёрный трайк (ブラックトライク) — озвучивает Мисаки Куно.

## Музыка
- Открывающая композиция: 「ASEED」ZAQ
- Закрывающая композиция: 「Before the Nightmare」Канако Такацуки[англ.] (高槻かなこ)

## Игры

### Black Rock Shooter: The Game
Игра для PSP, вышедшая в Японии 27 августа 2011 года. Действие игры разворачивается в 2051 году, где на Землю приходят 7 апостолов. Из людей осталось 12 выживших, мир захвачен машинами апостолов. Стрелок появляется как спасение Земли и идёт на бой с апостолами. В игре появляется White Rock Shooter, новый враг Стрелка.
White Rock Shooter или WRS (яп. ホワイト・ロック・シューター Ховайто Рокку Сю:та:, Стрелок с Белой Скалы) впервые была показана в игре как новый враг Стрелка с Чёрной скалы. Она одета в короткие белые шорты с широким чёрным поясом и маленький белый топ на завязках; кроме того она носит белую лакированную куртку с чёрными полосами и чёрной звездочкой на левой стороне груди. Носит белые сапоги наверху загнутые вниз с чёрной полосой по краешку и такого же цвета подошвой. Её прическа точная копия прически Стрелка с Чёрной Скалы, только волосы белые, с лёгким серебряным оттенком. Глаза у Стрелка с Белой Скалы розовые и так же светятся, как и у остальных девушек. В правом глазу присутствует розовое сияние. В качестве оружия Стрелок использует большую бело-малиновую изогнутую полукругом косу. Она также владеет Cannon Rock и «Белым клинком».

### Black Rock Shooter: Fragment
Игра для телефонов анонсированная на осень 2022 год. События игры разворачивается в середине XXII века. Внезапно в сети, появилась «информационная форма жизни» «Невинное облако» которая захватила всё. От заводов и электростанций, до общественного транспорта и боевого оружия. Было использовано очень смертоносное вирусное оружие. Люди, потерявшие свои передовые информационные и коммуникационные сети, были разделены и загнаны в угол по всему миру. В конце концов, человечество вытеснило традиционное, сильно не оцифрованное оружие, в основном заражающую вирусы «синтетику», на фронт в качестве солдат и начало контратаку. Поле битвы останется недоступным для человечества, а битва с «Невинным Облаком» зайдет в долгий тупик.
Чтобы уничтожить новое оружие «Невинного облака», которое изменит поле битвы, «вы» будете вакцинированы противовирусным оружием и возглавите синтетических солдат в качестве командира, чтобы вторгнуться на объект противника. То, что «вы» видели там, было девушкой, которая была подключена к огромной машине, и её глаза светились, как пламя. Из-за побега нового оружия «вы» вместе с девушкой унесетесь в неизвестное пространство. Это было… начало боевого пути, охватившего несколько «миров»